# María Amalia Lacroze de Fortabat
María Amalia Lacroze de Fortabat (15 tháng 8 năm 1921 – 18 tháng 2 năm 2012) là một nhà điều hành và nhà từ thiện người Argentina.

## Cuộc sống và thời gian
María Amalia Sara Lacroze Reyes Oribe de Fortabat Pourtale sinh năm 1921 tại Amalia Reyes và Daniel Lacroze, thành viên của các gia đình nổi tiếng người Argentina; một người ông, Federico Lacroze, đã phát triển tuyến xe điện đầu tiên của Buenos Aires vào những năm 1880. Gia đình mẹ của bà là hậu duệ của chủ tịch thứ hai của Uruguay, ông Manuel Oribe. Cô lớn lên ở Paris và năm 1942, khi trở về Argentina, kết hôn với Hernán de Lafuente, họ có một người con gái – María Inés. Cuộc hôn nhân này đã kết thúc trong ly thân vào năm 1943.
Amalia đã gặp Alfredo Fortabat, một nhà công nghiệp đã ly dị, trong một cuộc họp của Teatro Colón, và hai người bắt đầu một mối quan hệ. Kế hoạch kết hôn, họ bị cản trở bởi luật hôn nhân bảo thủ lúc bấy giờ của Argentina, trong đó ngăn cản các cặp vợ chồng ly thân khỏi tái hôn. Cuộc hôn nhân, cuối cùng diễn ra ở nước láng giềng Uruguay vào năm 1947, được công nhận ở Argentina sau cuộc cải cách hôn nhân được ký kết thành luật bởi Tổng thống Juan Perón, vào năm 1951. Hai người đã có một cuộc hôn nhân gần gũi, và sự hiểu biết về bốn ngôn ngữ nước ngoài của bà Fortabat khiến bà thành người bạn đồng hành kịp thời trong các chuyến công tác thường xuyên của chồng bà ra nước ngoài; Tuy nhiên, cuộc hôn nhân đã chịu một số lần ngoại tình bị báo chí công khai.
Được thành lập bởi Alfredo Fortabat vào năm 1926, Loma Negra trở thành người dẫn đầu trong sản xuất xi măng và bê tông ở Argentina trong những năm 1950 và 60. Cái chết của chồng năm 1976 đã khiến bà Fortabat trở thành chủ sở hữu gần như duy nhất, Giám đốc và Chủ tịch HĐQT của công ty.